# Jørgen Junior
Jørgen Junior (født 24. januar 1938, død 14. maj 2016) var en dansk frimærkehandler og tidligere politiker.
Junior var søn af dommeren og nazisten Christian Junior. Han blev valgt til Folketinget for Fremskridtspartiet i 1970'erne, men udtrådte af Fremskridtspartiet 20. august 1980 og var løsgænger frem til folketingsvalget 8. december 1981.
I 1984 flygtede han fra sine kreditorer til Sydafrika. I 1986 blev Jørgen Junior idømt to års fængsel ved en domstol i den schweiziske by Solothurn. Han blev dømt for at have frasvindlet 108 firmaer og enkeltpersoner et samlet beløb på omkring otte millioner kroner.